# Aeroporto di Parma Società per la Gestione
La SO.GE.A.P. Aeroporto di Parma Società per la Gestione S.p.A. è la società che gestisce l'aeroporto di Parma "Giuseppe Verdi".

## Storia
La SO.GE.A.P. S.p.A. nacque nel 1983 per consentire l'ampliamento dell'Aeroporto di Parma, richiesto nel 1980 dal locale Aero Club "Gaspare Bolla" alla Direzione Generale Aviazione Civile e Traffico Aereo (Civilavia) di Roma, che ne aveva approvato il progetto.
La società, oltre che partecipata dall'Aero Club, dal Comune e dalla Provincia di Parma, storici sostenitori dell'aeroporto, fu necessariamente aperta ad altri enti, sia pubblici che privati, del territorio parmense.
Il 5 maggio 1991 venne ufficialmente aperto lo scalo dell'aeroporto di Parma.
I conti pesantemente in rosso portarono SO.GE.A.P. a scegliere un partner privato che nel 2008 venne individuato nella Meinl Airports International Ltd, un fondo d'investimento austriaco di proprietà della banca d'affari Meinl Bank. Il nuovo socio di maggioranza ricapitalizzò la società con oltre 15 milioni di euro acquisendo quasi il 68% delle azioni e inserendo 7 membri nel consiglio d'amministrazione di SO.GE.A.P.
Nel corso del 2009 la Meinl Airports International espresse però l'intenzione di andarsene dalla società, confermata nel 2010 con una ricapitalizzazione che porterà all'uscita definitiva del fondo austriaco nel 2014 al quale subentra direttamente Meinl Bank.
Nel gennaio 2014 l’allora Ministro delle infrastrutture e dei trasporti, Maurizio Lupi, inserisce lo scalo di Parma fra i 36 di interesse nazionale, approvando la concessione ventennale per la gestione dell’aeroporto in capo a SO.GE.A.P.
Visti i continui risultati economici negativi, l’anno successivo il socio austriaco Meinl Bank dichiara di voler procedere con la liquidazione di SO.GE.A.P.. Dopo il fallimento delle trattative con la milanese Sea e con il gruppo cinese Izp, nell’estate 2015 interviene l’Unione Parmense degli Industriali la quale, grazie a un finanziamento-ponte da 5 milioni di euro e la contestuale promessa di un piano di sviluppo per lo scalo, garantisce all’aeroporto altri due anni di operatività .
Il 15/10/2019 l’Unione Parmense degli Industriali sottoscrive un aumento di capitale di 8,5 milioni di euro per ripianare le continue perdite di gestione dello scalo parmense e diventa il socio di maggioranza passando dal 6,34% al 60,2%, Meinl Bank scende al 27,7%.

## Bilanci
| Anno   | Ricavi     | Costi       | Profitti / (-) Perdite |
| ------ | ---------- | ----------- | ---------------------- |
| 1993   | 829.857    | 1.111.257   | -405.647               |
| 1994   | 820.229    | 1.093.937   | -497.177               |
| 1995   | 828.458    | 1.734.939   | -1.071.054             |
| 1996   | 806.351    | 1.528.414   | -769.513               |
| 1997   | 702.489    | 1.130.830   | -435.222               |
| 1998   | 616.600    | 1.115.629   | -287.373               |
| 1999   | 894.846    | 1.264.619   | -432.508               |
| 2000   | 1.684.031  | 1.838.317   | -375.795               |
| 2001   | 1.811.036  | 3.599.239   | -2.474.062             |
| 2002   | 1.685.649  | 3.119.848   | -1.979.079             |
| 2003   | 1.406.870  | 2.476.884   | -1.348.834             |
| 2004   | 1.337.519  | 2.583.883   | -1.473.489             |
| 2005   | 1.501.748  | 4.762.242   | -3.668.249             |
| 2006   | 1.577.193  | 4.764.205   | -3.633.569             |
| 2007   | 1.894.323  | 5.830.285   | -4.437.401             |
| 2008   | 3.252.086  | 7.542.385   | -4.283.086             |
| 2009   | 3.207.468  | 7.908.198   | -4.525.171             |
| 2010   | 3.156.549  | 7.923.974   | -4.670.361             |
| 2011   | 3.090.367  | 7.481.150   | -4.095.059             |
| 2012   | 2.123.539  | 7.787.522   | -5.392.635             |
| 2013   | 2.147.743  | 6.237.353   | -3.721.802             |
| 2014   | 2.113.649  | 5.515.661   | -3.098.441             |
| 2015   | 1.814.393  | 5.423.313   | -3.597.010             |
| 2016   | 2.193.307  | 5.699.760   | -3.494.811             |
| 2017   | 2.345.631  | 5.817.613   | -3.459.050             |
| 2018   | 5.336.719  | 5.262.891   | 25.952                 |
| 2019   | 1.908.230  | 5.159.244   | -3.248.872             |
| 2020   | 1.502.317  | 4.303.837   | -2.821.226             |
| 2021   | 3.012.265  | 7.135.876   | -4.187.317             |
| 2022   | 3.286.187  | 6.443.125   | -3.208.282             |
| 2023   | 2.798.358  | 7.732.754   | -5.131.495             |
| Totale | 61.686.008 | 141.329.184 | -82.197.638            |

## Composizione societaria
| Socio                                      | Azioni  | Quota capitale € | Percentuale |
| CCIAA di Cremona                           | 100     | 3 400            | 0,02%       |
| CCIAA di Parma                             | 44 250  | 1 504 500        | 7,73%       |
| CCIAA di Piacenza                          | 128     | 4 352            | 0,02%       |
| Comune di Parma                            | 44 250  | 1 504 500        | 7,73%       |
| Comune di Collecchio                       | 3       | 102              | 0,00%       |
| Comune di Montechiarugolo                  | 4       | 136              | 0,00%       |
| Comunità montana Appennino Parma Est       | 2       | 68               | 0,00%       |
| Comunità montana Valli del Taro e del Ceno | 1       | 34               | 0,00%       |
| Provincia di Parma                         | 31 770  | 1 080 180        | 5,55%       |
| Totale Enti pubblici                       | 120 508 | 4 097 272        | 21,06%      |
| Banca di Piacenza                          | 7       | 238              | 0,00%       |
| Banco BPM                                  | 12      | 408              | 0,00%       |
| Banco di Napoli                            | 1       | 34               | 0,00%       |
| BPER Banca                                 | 5 707   | 194 038          | 1,00%       |
| Crédit Agricole Cariparma                  | 4 742   | 161 228          | 0,83%       |
| Intesa Sanpaolo                            | 2 034   | 69 156           | 0,36%       |
| Totale Banche                              | 12 503  | 425 102          | 2,19%       |
| Autocamionale della Cisa                   | 11 364  | 386 376          | 1,99%       |
| Barilla                                    | 366     | 12 444           | 0,06%       |
| Meinl Airports International               | 388 780 | 13 218 520       | 67,95%      |
| Parmalat                                   | 526     | 17 884           | 0,09%       |
| Unione Parmense degli Industriali          | 36 264  | 1 232 976        | 6,34%       |
| Altri soci                                 | 1 841   | 63 954           | 0,33%       |
| Totale Privati                             | 439 181 | 14 932 154       | 76,75%      |
| Totale                                     | 572 192 | 19 454 528       | 100,00%     |

## Dati societari
- Ragione sociale: SO.GE.A.P. Aeroporto di Parma Società per la gestione - S.p.A.
- Sede legale: Via dell'Aeroporto, 44/a - 43126 Parma
- Partita Iva: 00901100347
- Capitale sociale: 19.454.528,00 euro